# Nowy Dwór Mazowiecki
Nowy Dwór Mazowiecki là một thị trấn thuộc huyện Nowodworski, tỉnh Mazowieckie ở trung-đông Ba Lan. Thị trấn có diện tích 28 km². Đến ngày 1 tháng 1 năm 2011, dân số của thị trấn là 27774 người và mật độ 985 người/km².